# Lípa u Pokorných
Lípa u Pokorných byl památný strom - lípa velkolistá (Tilia platyphyllos Scop.) v městském obvodu Svinov města Ostrava. Geograficky se také nacházela v nížině Ostravská pánev a Moravskoslezském kraji. Ochrana stromu byla zrušena 13. dubna 2023.

## Další informace
Lípa u Pokorných se nacházela v nadmořské výšce 227 m n. m. na zahradě soukromého pozemku na ulici Urbaníkova a nebyla veřejně přístupná. Podle údajů z roku 2011:
| Výška stromu:                   | 24 m                                                         |
| Obvod kmene (ve výčetní výšce): | 3,37 m                                                       |
| Ochranné pásmo stromu:          | vyhlášené - kruh o poloměru 11 m se středem v ose paty kmene |
| Datum prvního vyhlášení:        | 8. ledna 2011                                                |